# 마리앵 응구아비 대학교
마리앵 응구아비 대학교(프랑스어: Université Marien Ngouabi)는 콩고 공화국 브라자빌에 있는 국립 대학교이다. 1971년 12월 4일에 브라자빌 대학교로 첫 개교되었으며 1977년 7월 28일을 기하여 마리앵 응구아비 대통령을 기념하고자 현재와 같은 이름으로 교명이 개칭되었다.